# Беклемишево (Калининский район)
Беклемишево — деревня в Калининском районе Тверской области. Относится к Аввакумовскому сельскому поселению.
Расположена к северо-востоку от Твери, в 2,5 км от деревни Аввакумово, между деревнями Лукино и Горютино.
В 1997 году — 7 хозяйств, 15 жителей. В 2002 году — 13 жителей.